# Hell in a Cell 2021
Hell in a Cell 2021 è stata la tredicesima edizione dell'omonimo evento in pay-per-view prodotto annualmente dalla WWE. L'evento si è svolto il 20 giugno 2021, al Yuengling Center di Tampa, Florida.
A causa della pandemia di COVID-19, l'evento si è svolto con la sola presenza del personale autorizzato. Il pay-per-view è stato trasmesso tramite una serie di pannelli a LED intorno all'arena e i fan da tutto il mondo hanno potuto assistere in diretta all'evento tramite collegamento da remoto. Questo è stato l'ultimo evento ad essere trasmesso dal Yuengling Center, poiché dal 16 luglio la compagnia ritornerà in tour con la presenza dei fan.

## Storyline
A WrestleMania Backlash, Bobby Lashley batté Drew McIntyre e Braun Strowman e mantenne il WWE Championship La notte seguente a Raw, MVP e Lashley lanciarono una sfida aperta a qualunque membro del roster di Raw tranne McIntyre e Strowman, senza titolo in palio. A presentarsi fu Kofi Kingston, che vinse il match, grazie  alla distrazione di McIntyre. La settimana successiva, l'official Adam Pearce programmò un match tra McIntyre e Kingston in cui il vincitore avrebbe affrontato Lashley per il WWE Championship a Hell in a Cell, ma finì in no contest a causa dell'intervento di Lashley e MVP. Fu decisa una rivincita per la settimana successiva, in cui se Lashley e/o MVP fossero stati a bordo ring o avessero interferito nel match, Lashley sarebbe stato sospeso per 90 giorni senza paga; McIntyre sconfisse Kingston guadagnandosi un'altra opportunità titolata. Il 7 giugno, durante la firma del contratto, fu aggiunta la stipulazione, che il match sarebbe stato un hell in a cell match, con un'ulteriore clausola che questa sarebbe stata l'ultima possibilità di McIntyre al WWE Championship finché Lashley è campione.
A WrestleMania Backlash, Rhea Ripley sconfisse Charlotte Flair e Asuka e mantenne il WWE Raw Women's Championship. La notte seguente a Raw, Flair affrontò l'official Adam Pearce e la sua assistente Sonya Deville, chiedendo un'altra opportunità titolata, poiché Flair, in quanto non fu lei ad essere schienata durante il triple threat match. Pearce e Deville risposero che avrebbero preso in considerazione la cosa, a condizione che Flair battesse Asuka quella sera. Tuttavia, Flair ha perse il match a causa della distrazione di Ripley. La settimana successiva, Flair sconfisse Asuka e le fu concessa un'ulteriore chanche titolata per Hell in a Cell.
A WrestleMania Backlash, Bianca Belair difese con successo il WWE SmackDown Women's Championship contro Bayley. Nel successivo SmackDown, Sonya Deville organizzò una parata per celebrare i campioni di SmackDown, ma fu interrotta da Bayley, che le contestò di non essere stata invitata e celebrata come la più longeva campionessa femminile di SmackDown, affermando che a Backlash, Belair commise una scorrettezza, usando i suoi capelli come arma. Nella puntata del 4 giugno, fu annunciato il rematch a Hell in a Cell. Il 18 giugno a SmackDown, su proposta della campionessa, il match fu trasformato in un hell in a cell match.
Era inizialmente previsto un hell in a cell match tra Roman Reigns e Rey Mysterio con il WWE Universal Championship in palio, ma fu anticipato alla puntata di SmackDown precedente all'evento.

## Risultati
| #       | Match                                                                            | Stipulazioni                                                   | Durata |
| ------- | -------------------------------------------------------------------------------- | -------------------------------------------------------------- | ------ |
| Kickoff | Natalya (con Tamina) ha sconfitto Mandy Rose (con Dana Brooke) per sottomissione | Single match                                                   | 9:45   |
| 1       | Bianca Belair (c) ha sconfitto Bayley                                            | Hell in a cell match per il WWE SmackDown Women's Championship | 19:45  |
| 2       | Seth Rollins ha sconfitto Cesaro                                                 | Single match                                                   | 16:15  |
| 3       | Alexa Bliss ha sconfitto Shayna Baszler (con Nia Jax e Reginald)                 | Single match                                                   | 7:00   |
| 4       | Sami Zayn ha sconfitto Kevin Owens                                               | Single match                                                   | 12:40  |
| 5       | Charlotte Flair ha sconfitto Rhea Ripley (c) per squalifica                      | Single match per il WWE Raw Women's Championship               | 14:10  |
| 6       | Bobby Lashley (c) (con MVP) ha sconfitto Drew McIntyre                           | Hell in a cell match per il WWE Championship                   | 25:45  |